# فرانك تشايلدز
فرانك تشايلدز (بالإنجليزية: Frank Childs)‏ مواليد 17 يوليو 1867 في تكساس - الوفاة 20 يونيو 1936 في وكغن، كان ملاكم محترف أمريكي صنّف ضمن فئة الوزن الثقيل.

## إحصائيات
خاض خلال مسيرته 58 نزالا، فاز في 41 وتعادل في 8 وخسر في 9. فاز بالضربة القاضية في 25 نزالا.